# منزل بو رقیبه
منزل بو رقیبه (به عربی: منزل بورقیبة) شهری در استان بنزرت کشور تونس است که جمعیت آن در سرشماری سال ۲۰۰۴ میلادی ۴۷٫۷۴۲ نفر بوده‌است.